# XXIV добровольческая когорта римских граждан
XXIV добровольческая когорта римских граждан (лат. Cohors XXIIII Voluntariorum civium Romanorum) — вспомогательное подразделение армии Древнего Рима, относящееся к типу cohors quinquagenaria peditata.
Когорта была завербована из римских граждан по приказу императора Антонина Пия в 146 году. Это было связано с расширением римских границ в районе верхнегерманско-ретийского лимеса и, как следствие, потребностью в новых подразделениях для охраны приграничных территорий. Изначально когорта была размещена в германской крепости Беннинген. После того, как граница была отодвинута дальше на восток, подразделение было передислоцировано в Мурхардт, где были обнаружены строительные материалы с его клеймом и различные надписи.
Когорта принимала участие в строительстве небольшого форта в Вюрцбурге и отправляла свои части в Верхнюю Германию. Во второй половине II века, когортой командовали трибун Секст Юлий Флор Викторин и североафриканец Публий Квинтий Термин. Известны также имена некоторых солдат когорты. Подразделение продолжало занимать свою базу при Каракалле, Александре Севере и Максимине I Фракийце.
Когорта, по вей видимости, была уничтожена алеманнами в 260 году при Галлиене, когда варвары вытеснили римлян из Декуматских полей.